# Lukas MacNaughton
Lukas Michael MacNaughton (* 8. März 1995 in New York City) ist ein kanadischer Fußballspieler. Er spielt aktuell für D.C. United in der Major League Soccer. Im Vorfeld der Fußball-Weltmeisterschaft 2022 bestritt er sein erstes Länderspiel für die kanadische Fußballnationalmannschaft, wurde aber nicht in den Kader für das Turnier berufen.

## Anfänge in Belgien und Collegefußball in Kanada
MacNaughton wurde als Sohn einer Österreicherin und eines Kanadiers in New York geboren. Später zog die Familie nach Belgien, wo er bis zum Alter von 16 Jahren für Royale Union Rixensartoise spielte. Als der Verein ihm keine Aussicht auf Spiele in der ersten Herrenmannschaft gewähren wollte, entschied er sich nur noch für die Schulmannschaft der International School of Brussels zu spielen. Zu diesem Zeitpunkt rechnete MacNaughton nicht mehr mit einer Karriere als Profifußballer. Nach dem Schulabschluss entschied sich MacNaughton für ein Architekturstudium im Heimatland seines Vaters an der University of Toronto. Obwohl er es ursprünglich nicht vorgehabt hatte, spielte er während des Studiums von 2013 bis 2017 für die Universitätsmannschaft Toronto Varsity Blues. Nach dem Universitätsabschluss trainierte er zunächst mit der zweiten Mannschaft des Toronto FC und arbeitete in einem Architekturbüro. Obwohl er im Vergleich zu seinem erlernten Beruf auf Gehalt verzichten musste, entschied er sich trotzdem ab 2019 professionell zu spielen, zunächst für den Pacific FC in der Canadian Premier League.

## Professionelle Karriere
Zwischen 2019 und 2021 bestritt MacNaughton über 50 Spiele für den Pacific FC. 2021 krönte er seine Zeit dort mit dem Gewinn des Titels der Canadian Premier League gegen den Forge FC. Im Frühjahr 2022 wechselte er zum Toronto FC in die Major League Soccer. MacNaughton's erste Regular Season in der MLS verlief wenig erfolgreich, Toronto wurde Vorletzter in der Eastern Conference und verpasste die MLS Playoffs deutlich. Dennoch konnte MacNaughton mit dem Franchise einen Titel gewinnen: Das wegen der COVID-19-Pandemie verschobene Finale der Canadian Championship 2020 wurde am 4. Juni 2022 in Hamilton, Ontario nachgeholt. Toronto gewann den Titel gegen den Forge FC nach Elfmeterschießen. Ein weiterer großer, persönlicher Erfolg für MacNaughton im Jahr 2022 war seine erste Berufung in die kanadische Fußballnationalmannschaft. Im Frühjahr 2023 wurde sein Wechsel nach Nashville bekannt gegeben. Mit Nashville erreichte er 2023 zum ersten Mal in seiner Karriere die MLS Playoffs. Ein weiteres Highlight des Jahres war das Finale des Leagues Cup gegen Inter Miami um Superstar Lionel Messi, das Nashville allerdings nach Elfmeterschießen verlor. 2024 verpasste er einen Großteil der Saison nach einer Verletzung im Spiel gegen Inter Miami am 20. April. Im Dezember 2024 wechselte er innerhalb der MLS zu D.C. United.

## Erfolge und Auszeichnungen
Canadian Premier League2021
Canadian Championship2020

## Weitere Aktivitäten
Neben der Fußballkarriere ist MacNaughton auch als Model aktiv. Er wird dabei von der Agentur Sutherland Models in Toronto vertreten.